# 緑茶

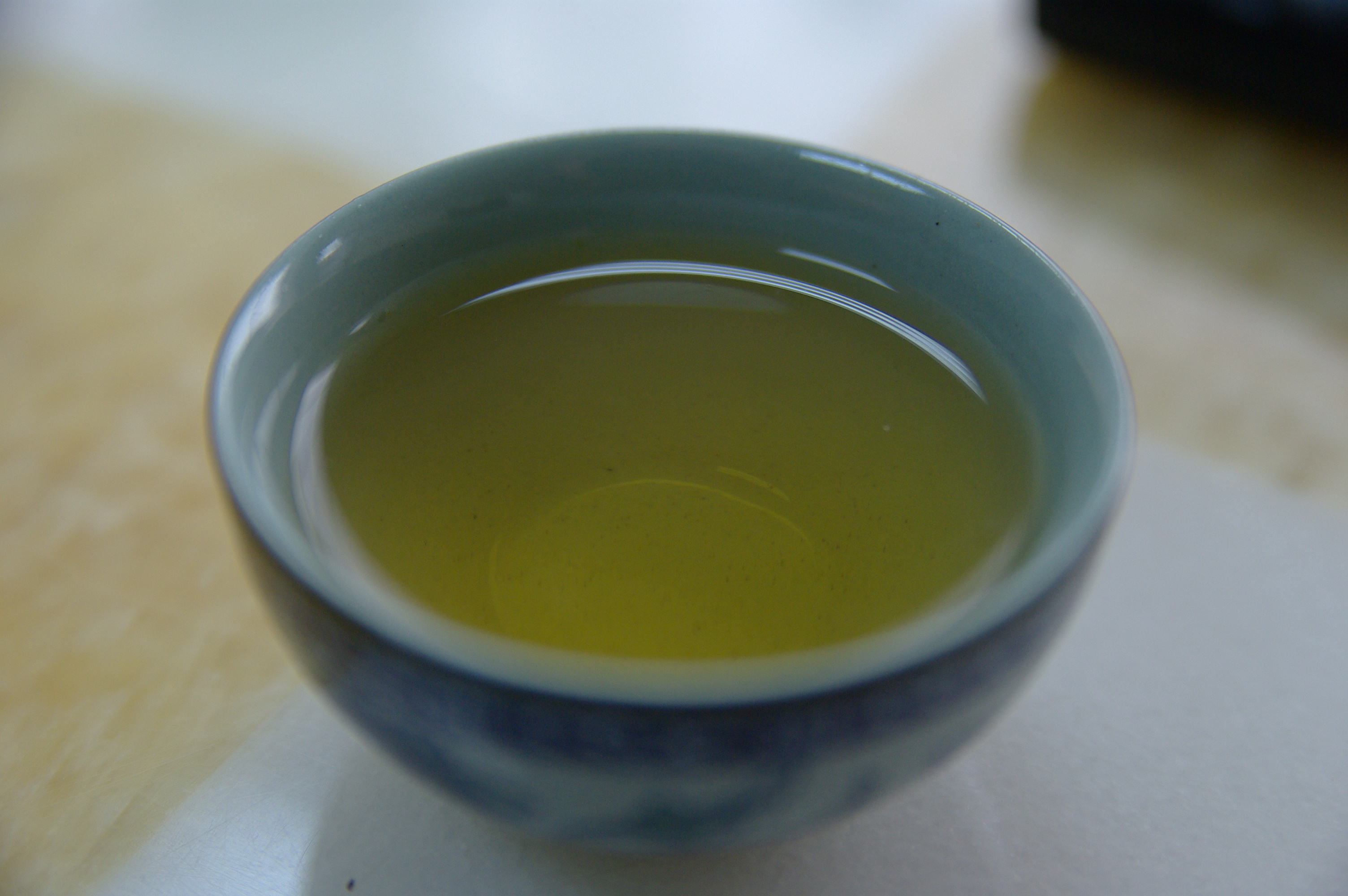
緑茶の一例

緑茶（りょくちゃ、拼音: lǜchá）は、チャノキの葉から作った茶のうち、摘み取った茶葉を加熱処理して茶葉中の酵素反応（茶業界では「発酵」と呼ばれる）を妨げたもの、もしくは緑茶を湯を注ぎ、成分を抽出した飲料のこと。
緑茶はうま味の元であるアミノ酸が多いのが特徴で、俗に「味を楽しむお茶」と言われ、紅茶や烏龍茶のような「香りを楽しむ茶」と対比される。

## 概要

### 特徴

#### 水色
緑茶の水色（すいしょく、お茶の湯の色）は紅茶と違い緑である。これは緑茶は紅茶と違って茶葉を揉まない（揉捻しない）事からカテキンの酸化が抑えられ、紅茶と違って色が変わらない事による。（ただしほうじ茶は茶葉を焙じているので水色は茶色）。

#### 味
（日本の）緑茶は紅茶よりもうま味を重視した茶であり、紅茶よりもうま味の元であるアミノ酸（特にテアニン）が多く、煎茶では上級煎茶ほどアミノ酸含有量が多い。また抹茶や玉露のような高級な茶種では栽培中に日光をさえぎる事によってもアミノ酸の分解を妨げているので、いずれも煎茶の２倍程度アミノ酸が多い。
緑茶でアミノ酸が多い理由の一端は緑茶で使われる中国種の茶葉が紅茶でよく使われるアッサム種の茶葉よりアミノ酸が多い事である。
上級煎茶・一番茶ほどうま味の元であるテアニンが多くカテキンが少なく、抹茶や玉露も栽培中に日光をさえぎる事によってカテキンを減らしている。なお、前述のように緑茶がアミノ酸のうまみを重視した茶であるのに対し、アミノ酸含有量が少ない紅茶は相対的にはカテキン量が多いので、紅茶の味は主にカテキンで決まる。

#### 香り
「緑の香り」、「苔のような香り」等と言われ、化学的には青葉アルデヒドや青葉アルコールなどの草の匂いの元となる物質の匂い。揮発性の為、加熱により香りが飛んでしまう。

玉露はジメチルスルフィドによる「覆い香」と呼ばれる青海苔のような匂いがし、ほうじ茶はピラジン類による香ばしい匂いを多く含有し、これにピロール類によるやや青臭みのある匂いとフラン類による甘い匂い、および番茶特有の匂いが加わったもの。

### 普及
世界的には、紅茶が茶の７割を占め、緑茶が一般的なのは、中国、日本、ベトナム、ミャンマーと限られた国である。
中国は全世界の緑茶の約75パーセントを供給する主要生産国である。中国国内で生産される茶類のうち60パーセント以上を緑茶類が占め、多くの人々が緑茶を常飲している。また、日本茶（煎茶、ほうじ茶、抹茶など）はその多くが緑茶であり、緑茶は日本でもっとも良く飲まれている茶である。

## 定義
緑茶は一般的には発酵していない茶（不発酵茶）と説明されるが、より厳密な定義もなされている。なお、定義に登場する用語の説明は茶#製法を参照されたい。

### 日本茶業中央会による定義
公益社団法人日本茶業中央会は以下のように緑茶を定義している：
茶葉（一部茎を含む）を蒸熱又は釜炒り等の方法により茶葉中の酵素を失活させた後、飲食用に供せられる状態に製造したもの—公益社団法人日本茶業中央会、緑茶の表示基準 実施細則 第一条
ここで「茶」はツバキ科カメリア属（Camellia sinensis(L)O．Kuntze ）の植物を指す。
消費者庁の食品表示企画課による食品表示基準Ｑ＆Ａにおいても、同一の定義が採用されている。

### ISOによる定義
一方、茶類の分類を定めた「ISO 20715:2023 Tea — Classification of tea types」では緑茶は以下のように定義されている：
tea (3.2) derived solely and exclusively, and produced by acceptable processes, notably enzyme inactivation and commonly rolling, shaping or comminution, followed by drying, from the tender leaves, buds and shoots of varieties of the species Camellia sinensis (L.) O. Kuntze, known to be suitable for making tea for consumption as a beverage
（試訳）Camellia sinensis (L.) O. Kuntze—飲料として消費される茶を作るのに適していることが知られている—の変種の柔らかい葉、芽、または苗条から、容認できる工程、とりわけ酵素の不活性化そして通常は揉捻、成形もしくは粉砕、その後乾燥を行う事によって唯一かつ排他的に得られ、製造された茶（茶の定義は3.2章を参照）。—ISO 20715:2023
Tea — Classification of tea types
緑茶を定義した「ISO 11287:2011  - Definition and basic requirements」でも「成形」（shaping）がない事以外は同一の定義がなされている。

## 緑茶の製法

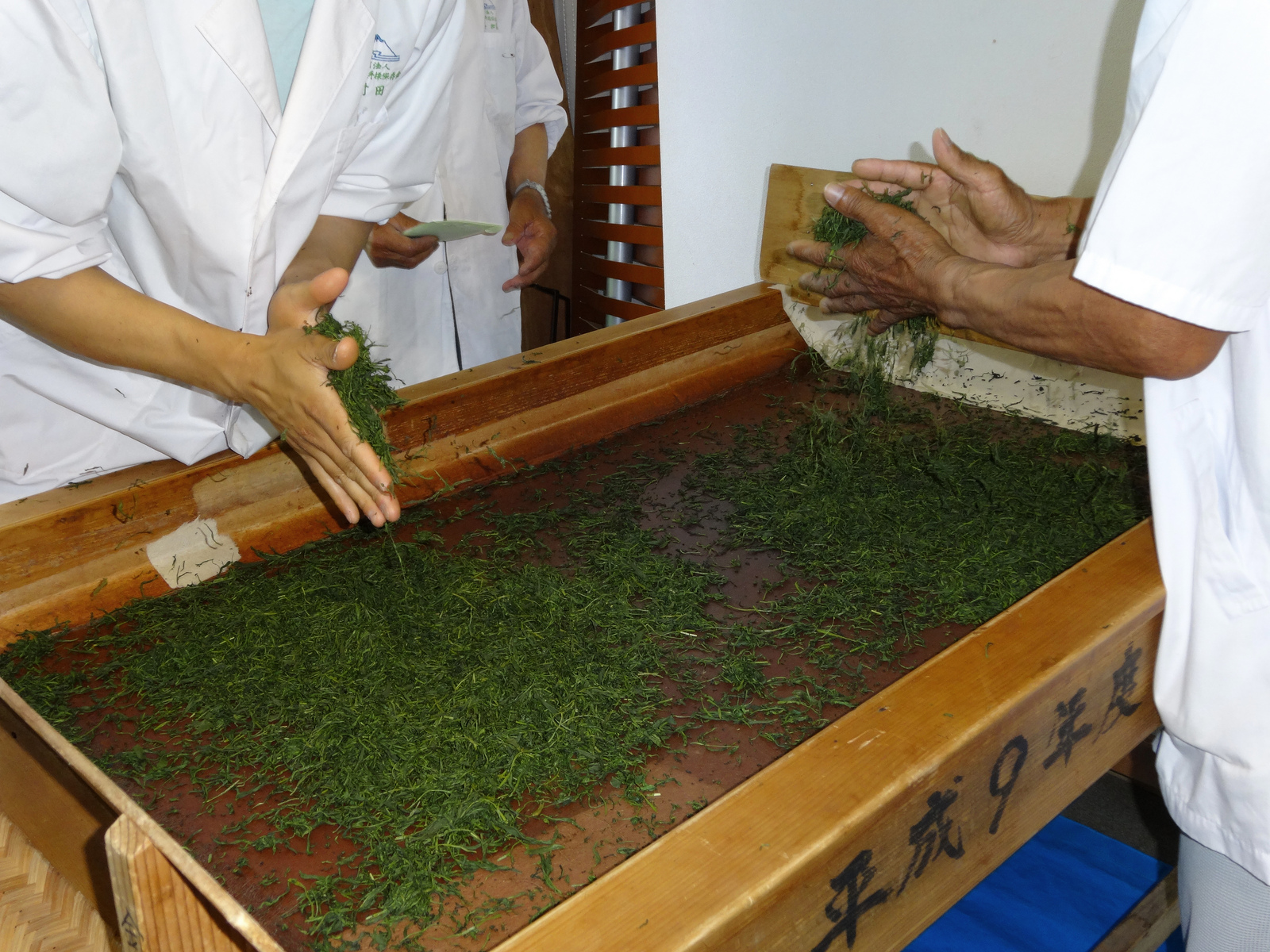
粗揉

以下では主に日本の煎茶と中国緑茶を想定して緑茶の製法を述べる。

### 製造工程

#### 栽培
緑茶に使われるチャノキはアッサム種よりアミノ酸が多い、小葉灌木の中国種が主である。
被覆茶（碾茶、玉露、かぶせ茶）では摘採前に一定期間日光を遮る事でうま味のもとであるテアニンの分解を防ぐとともに渋み・苦みの元であるカテキンの生成を抑止する（詳細は抹茶を参照）。

#### 摘採
日本では5月上旬に一番茶の茶摘みが行われ、八十八夜を過ぎた頃に最盛期となる。一番茶ほどうま味の元であるテアニンが多くカテキンが少ないため、上級煎茶に使われる。中国では清明節前に収穫された茶を明前茶と呼び、高級品に格付けされる。
また、緑茶の格付けは心芽（ミル芽）が多く含まれるほど高級とされ、茶摘みの際に心芽から下の葉を何枚摘み取るかによって等級が決まる。日本では一般的に一心二葉が最高級、一心三葉は準高級品とされている。中国では心芽しか使わない一心摘みの茶や一心一葉の茶が最高級クラスとして流通している。
収穫された茶葉は荒茶工場に輸送される。

#### 攤放/萎凋（一部のみ）
中国緑茶では、茶葉を直射日光の当たらない場所でしばらく放置する工程があり、これを「攤放（たんほう）」という。これは「茶葉に含まれる水分を調整するとともに、青みを抜くことを目的として」行われる。
書籍によってはこれを「萎凋（いちょう）」と呼ぶが、これは本来紅茶などを作る際に太陽光に当てたり、温風などで酸化を促す工程を指すので、攤放とは区別すべきだという意見もある。

日本の緑茶では攤放や萎凋は行わないが、日本でも(2021年現在から見て)近年製造が始まった「萎凋茶」では風通しのよい場所などに放置して萎凋する事により香りの発揚を促し、「バニラ」や「クチナシの花」のような香りのする緑茶を作る。

#### 殺青
本格的にカテキンが酸化する前に茶葉を加熱する事で酵素類を失活させる。この加熱処理を一般に殺青（さっせい、シャーチン、shāqīng）と呼ぶ。日本では近年一部微発酵茶の生産もあるものの、それらを除きほとんどは極力萎凋を避けることから一般には工場輸送搬入後速やかに強い蒸熱を加え酸化を止める。

#### 揉捻
殺青を終えた茶葉は揉捻に入る。揉捻の目的は茶葉の細胞組織を破壊し浸出を良くすることと、茶葉の形を整えることである。日本の荒茶工場では、葉の水分を蒸発させる揉捻、葉より乾きにくい茎から水分を揉み出し、水分を均一にする揉捻、葉を揉みながら乾燥してよりながら長くする中揉、茶の形状を針状に伸ばす精捻から成る。なお、揉捻作業を昔ながらの手作業で行う茶は手揉み茶と呼ばれている。揉捻を終えた茶葉は乾燥機で水分量が5%になるまで乾燥させて荒茶が完成する。
中国緑茶や日本の玉緑茶などの釜炒り茶は、揉捻を行うことで独特な茶の成形が同時に行われるが、高級な中国茶は茶葉の形を維持することが求められるため、ピロチュンのようなミル芽の多い高級緑茶には強い揉捻は行われない。乾燥工程では、方法によって前述の炒青緑茶・烘青緑茶として完成となるものと、黒茶用の粗成茶などの晒青緑茶の3種類に大別される。中国では次工程で加工される前の荒茶を毛茶（マオチャ）という。

#### 仕上げ茶
日本茶の仕上げ工程では、まず各所から集められた不揃いな荒茶を篩い分け、裁断して形を整える。次に熱風や遠赤外線などで乾燥させつつ緑茶の香りを立たせる火入れが行われる。火入れの終わった茶は製品の品質を一定に保つためにブレンド（合組み）が行われ、仕上げ茶が完成する。

### 殺青について
殺青とは茶葉を加熱する事で酵素類の失活させる処理の事であり、やり方は以下の4通りがある：
|      | 概要                                                                         | 特徴                                               | 利用している茶                                            | 備考 |
| ---- | ---------------------------------------------------------------------------- | -------------------------------------------------- | --------------------------------------------------------- | --- |
| 焼く | 茶葉を枝ごと取って焚き火で炙る方法。この方法で作った緑茶を「焼き茶」と呼ぶ。 | 茶の一部が燃えたり、煙の香りがついたりしてしまう。 | 自家消費用で製品化されていない。                          | 「かつては林業関係者が山仕事の合間に飲んで」いた。 |
| 煮る | 煮たり茹でたりして生葉に均一に熱を伝える。                                   | －                                                 | 主に自家消費用。 山茶のある地域で番茶として作られている。 | 具体例として岡山県の美作番茶。夏に時期に生長した葉を鉄鍋で長時間煮て天日で乾かして作る。 |
| 炒る | 鉄釜で生葉を炒る。 この方法で作った緑茶を「釜炒り茶」という。                | 「釜香」（かまか）という独特の香りがつく。         | 中国緑茶で主流。                                          | 日本国内でも釜炒り製玉緑茶（釜炒り茶）は釜炒りで、九州地方を中心に作られている。 佐賀県の嬉野茶（うれしのちゃ）や宮崎県・熊本県県境付近の青柳茶（あおやぎちゃ）など。                                                                                 |
| 蒸す | 蒸気で短時間蒸す。                                                           | 鮮やかな緑色に仕上がる。                           | 日本緑茶で主流。                                          | 日本の煎茶の場合蒸気を当てる時間が短ければ香気が強く茶葉の形が崩れない茶となり、長ければ青臭さが取れ、濃い水色をもつ円やかな茶となる。 蒸し時間は普通煎茶は30～40秒程度、深蒸し煎茶は60～120秒程度。 中国の例では湖北省玉泉寺の仙人掌茶が著名である。 |

中国では釜炒り茶は乾燥方法によりさらに細分されている。「蒸す」の中国名称も合わせて表記した。
|      | 名称                 | 名称(英語)          | 説明                                                                         |
| ---- | -------------------- | ------------------- | ---------------------------------------------------------------------------- |
| 炒る | 炒青（サーチン）緑茶 | pan-fried green tea | 揉捻をしながら炒って乾燥                                                     |
| 炒る | 烘青（ホンチン）緑茶 | roasted green tea   | 軽く「揉捻」した茶葉を焙る状態で乾燥して一旦荒茶を作り、最終工程で炒青する。 |
| 炒る | 晒青緑茶             | sun-dried green tea | 日光で乾燥                                                                   |
| 蒸す | 蒸青緑茶             | steamed green tea   | 蒸して殺青                                                                   |

## 日本緑茶

### 茶種
公益社団法人日本茶業中央会は緑茶の茶種を以下の17種類に分類しており、消費者庁の食品表示企画課による食品表示基準Ｑ＆Ａにおいても、同一の分類が採用されている。以下はこの17種類を全国茶生産団体連合会・全国茶主産府県農協連連絡協議会の整理に従って並べたものである：

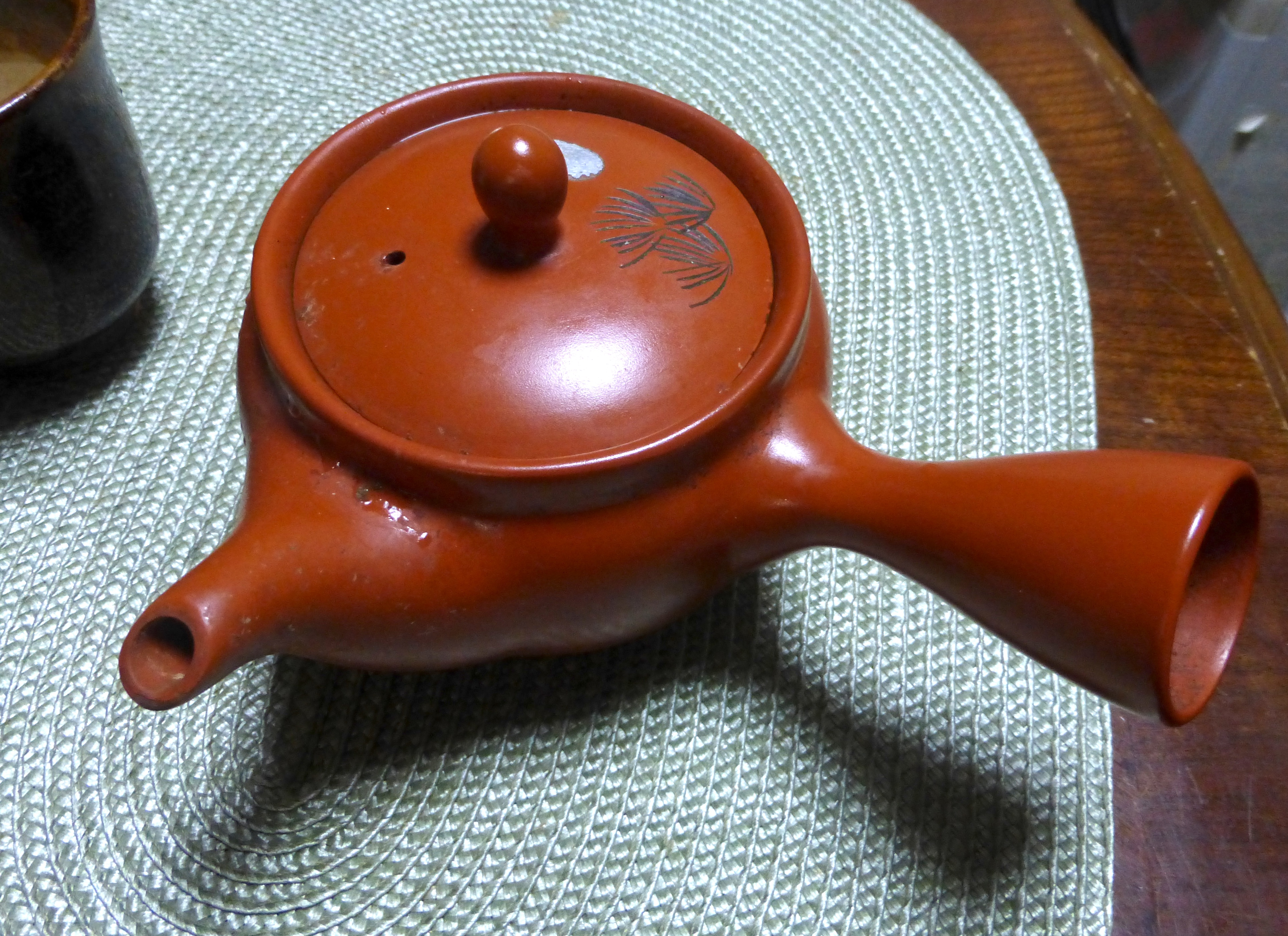
急須

| 蒸して殺青     | 煎茶(広義)                 | (普通)煎茶                 |
| 蒸して殺青     | 煎茶(広義)                 | 深蒸し煎茶                 |
| 蒸して殺青     | 蒸し製玉緑茶（グリ茶）     |                            |
| 蒸して殺青     | 番茶または川柳             |                            |
| 蒸して殺青     | 被覆茶                     | かぶせ茶                   |
| 蒸して殺青     | 被覆茶                     | 玉露                       |
| 蒸して殺青     | 被覆茶                     | 抹茶                       |
| 蒸して殺青     | 再加工茶                   | ほうじ茶                   |
| 蒸して殺青     | 再加工茶                   | 玄米茶                     |
| 蒸して殺青     | 再加工茶                   | 粉末茶                     |
| 蒸して殺青     | 再加工茶                   | 固形茶                     |
| 蒸して殺青     | 再加工茶                   | インスタントティー         |
| 蒸して殺青     | 副産物(出物)               | 茎茶または棒茶             |
| 蒸して殺青     | 副産物(出物)               | 粉茶                       |
| 蒸して殺青     | 副産物(出物)               | 芽茶                       |
| 釜炒りで殺青   | 釜炒り製玉緑茶（釜炒り茶） | 釜炒り製玉緑茶（釜炒り茶） |
| 複数茶種を混合 | 複数茶種を混合             | 混合茶                     |

### 淹れ方
煎茶、玉露、番茶はの入れ方は下記のとおりである：
- 急須に茶葉を入れ、お湯を注ぐ。
- 一定時間待ち、出来上がった茶を急須から茶碗に注ぐ。

茶葉が茶碗に入らないよう、急須には網がついている。
湯量・湯温・茶葉の量・待ち時間の目安は下記のとおりである。なお、湯を別の容器に移すたびに10度程度下がるので、これを利用して適温の湯を得られる。湯冷まし専用の茶器も存在する。
|                     | 一人あたりの湯量 | 湯温                                      | 一人あたりの茶葉の量            | 待ち時間                      |
| ------------------- | ---------------- | ----------------------------------------- | ------------------------------- | ----------------------------- |
| 普通煎茶/深蒸し煎茶 | 70 mL            | 70℃（上級煎茶の場合。中級煎茶で80 – 90℃） | 2 – 3 g(ティースプーン1杯で2 g) | 普通煎茶は2分 深蒸し煎茶は1分 |
| 玉露                | 20 – 30 mL       | 50 – 60℃                                  | 2 – 3 g                         | 2分                           |
| 番茶                | 100 – 150 mL     | 熱湯                                      | 5 g                             | 1 – 2分                       |
| ほうじ茶            | 100 – 150 mL     | 熱湯                                      | 2 g                             | 30秒                          |

これらの目安はいずれも日本緑茶が重視するうま味を増大させ、渋みを抑える為のものである。
まず湯温に関しては、うま味のもとアミノ酸は低温でも抽出されやすく、60℃以上は抽出量が変わらないのに対し、渋み・苦みのもとであるカテキンは70℃、苦みのもとであるカフェインは80℃まで抽出量が増える。よって玉露のようなうま味の多い高級な茶は低温で淹れる。
味覚センサーを使った研究（熱湯200 mLでの1分間抽出条件）では、茶葉の量に対して、うま味は比例するのに対し、渋みは茶葉2 g以上で増加が緩やかになることが報告されている。ただし人の味覚による官能検査でははっきりとした結果は出ていない。アミノ酸やカテキンの抽出量そのものは茶葉の量に比例する。
煎茶の抽出時間が2分なのは、水に溶けやすいうま味の抽出量が2分程度で最大になるのに対し、渋みの抽出量はこれ以降はこれ以降も増加する為である。

#### 留意点
茶を淹れる際の留意点は以下の通りである：
- 茶葉はその4倍の量の湯を吸収するので、その分を考慮して湯を急須に注ぐ必要がある[52]。
- 湯を一度沸かす事でカルキと溶存空気を抜く[49][57]。これにより茶葉が浮き茶が水っぽくなるのを防ぐ[57]。
- 複数（例えば3つ）の茶碗に茶を注ぐ場合は、少量ずつ1→2→3と注ぎ、次に3→2→1と注ぎ、以下それを繰り返す[52][58]（「廻し注ぎ」という[52]）。これにより茶碗ごとの味の差をなくす[52]。
- 急須内の茶を完全に注ぎ切る[49][52]。急須内に残った茶に茶葉から成分が抽出され続け、二煎目の茶に苦みや雑味がでる為[49]。
- 注ぎ終わったら急須の蓋を少しずらして開けておく[58]。これにより二煎目を入れるまでに茶葉が蒸れないようにする[58]。

水出し緑茶（冷茶）は、急須に茶葉を多めに入れ、冷水を注いで5分待つ。専用のティーバッグを使う、お湯で淹れて氷に注ぐ方法もある。

### 統計
普及率は煎茶(56.7%)、碾茶（抹茶の原料、5.1％）、かぶせ茶（2.8％）、玉緑茶（2.2％）、玉露（0.8％）である（令和5年現在）。
飲料傾向としては緑茶のリーフ茶（茶葉から淹れる茶の事）が減少傾向なのに対し、ペットボトルなどの緑茶飲料は増加傾向で推移しており、１世帯当たりの年間支出金額を両者で合計したものは11,000円程度で10年程度横ばいである（令和5年現在）。
日本で生産される茶は緑茶で使われる中国種が多く、中でも「やぶきた」は62.2％を占める（令和4年度現在）。これは「煎茶としての品質が極めて優れ、集約的管理を行えば高い収量を上げること」による。
また抹茶用には「やぶきた」のみならず「あさひ」や「ごこう」のような品種が使われており、さらに中国種とアッサム種の交雑種で紅茶などのために開発された「べにふうき」も栽培されている。
産地は生産量の多い順に静岡県、鹿児島県、三重県、京都府、福岡県であり、これらで全体の7割を占める（令和5年現在）。生産する茶種は県より差がある：
| 県名                     | 特徴                                 |
| ------------------------ | ------------------------------------ |
| 静岡県、鹿児島県、宮崎県 | 煎茶が主体                           |
| 三重県、奈良県、福岡県   | かぶせ茶の生産が多い                 |
| 長崎県、佐賀県、熊本県   | 玉緑茶の生産が多い                   |
| 京都府                   | 玉露や碾茶（抹茶の原料）の生産が多い |

### 製造工程
日本の煎茶、玉露、および抹茶の製造工程は以下のようになる。なお以下の表で茶農家が「荒茶の製造工程」を実施して得られるのが「荒茶」で、これを茶問屋が購入して以下の表の「仕上げ茶の製造工程」を行って得られる茶を「仕上げ茶」である。
|              | 茶農家の作業 | 茶農家の作業   | 茶農家の作業   | 茶農家の作業   | 茶農家の作業   | 茶農家の作業   | 茶農家の作業   | 茶農家の作業                 | 茶問屋の作業                 | 茶問屋の作業                 | 茶問屋の作業                 | 茶問屋の作業 |
| 茶園での工程 | 茶園での工程 | 荒茶の製造工程 | 荒茶の製造工程 | 荒茶の製造工程 | 荒茶の製造工程 | 荒茶の製造工程 | 荒茶の製造工程 | 仕上げ茶の製造工程（典型例） | 仕上げ茶の製造工程（典型例） | 仕上げ茶の製造工程（典型例） | 仕上げ茶の製造工程（典型例） |              |
| 覆下栽培     | 摘採         | 蒸し           | 冷却           | 揉み           | 乾燥           | 選別           | 煉り乾燥       | 切断・選別                   | 乾燥                         | ブレンド(合組)               | 臼挽き                       |              |
| ------------ | ------------ | -------------- | -------------- | -------------- | -------------- | -------------- | -------------- | ---------------------------- | ---------------------------- | ---------------------------- | ---------------------------- | ------------ |
| 煎茶         | －           | ◯              | ◯              | ◯              | ◯              | ◯              | －             | －                           | ◯                            | ◯                            | ◯                            | －           |
| 玉露         | ◯            | ◯              | ◯              | ◯              | ◯              | ◯              | －             | －                           | ◯                            | ◯                            | ◯                            | －           |
| 抹茶         | ◯            | ◯              | ◯              | ◯              | －             | ◯              | ◯              | ◯                            | ◯                            | ◯                            | －                           | ◯            |

### 歴史
日本のお茶栽培は、1191年に臨済宗の開祖栄西禅師が、肥前国松浦郡平戸島（現・長崎県平戸市）の千光寺と肥前国神埼郡（現・佐賀県吉野ヶ里町）の脊振山の山腹に、宋時代の中国から持ち帰った種をまいたのが始まり。茶栽培を始めたのは肥前国神埼郡の旧東脊振村（現・佐賀県吉野ヶ里町）の霊仙寺で、明恵が茶園をつくって栽培した粉末状の茶「抹茶」である。現代で日常的によく飲まれる「煎茶」は、1738年に山城国宇治田原郷湯屋谷村（現・京都府綴喜郡宇治田原町湯屋谷）の茶農家であった永谷宗円が15年の歳月をかけてその製法（青製煎茶製法）を生み出したことが始まりである。宗円は完成した茶を携えて江戸に赴き、茶商の山本嘉兵衛に販売を託したところ、たちまち評判となり、以後「宇治の煎茶」は日本を代表する茶となった。自身が開発した製茶法を、宗円は惜しみなく茶業者に伝えたため、「永谷式煎茶」「宇治製煎茶」は全国に広がることとなった。江戸時代には各地で喫茶の習慣が庶民にも広まったが、これは、京都で日本初の喫茶店「遊仙亭」を開いて庶民に煎茶を広めた「煎茶道の祖」と称されている肥前国神埼郡蓮池（現・佐賀県佐賀市）出身の売茶翁の功績が大きいといわれている。
開国から明治前半にかけては日本の主要輸出商品となり、1882年には日本国内の生産量の82％が輸出されていた。しかし、流通過程で混ぜ物がされた粗悪品による信用の失墜や軽工業製品の輸出増加により、緑茶輸出の比重は低下していった。

## 世界各地の緑茶

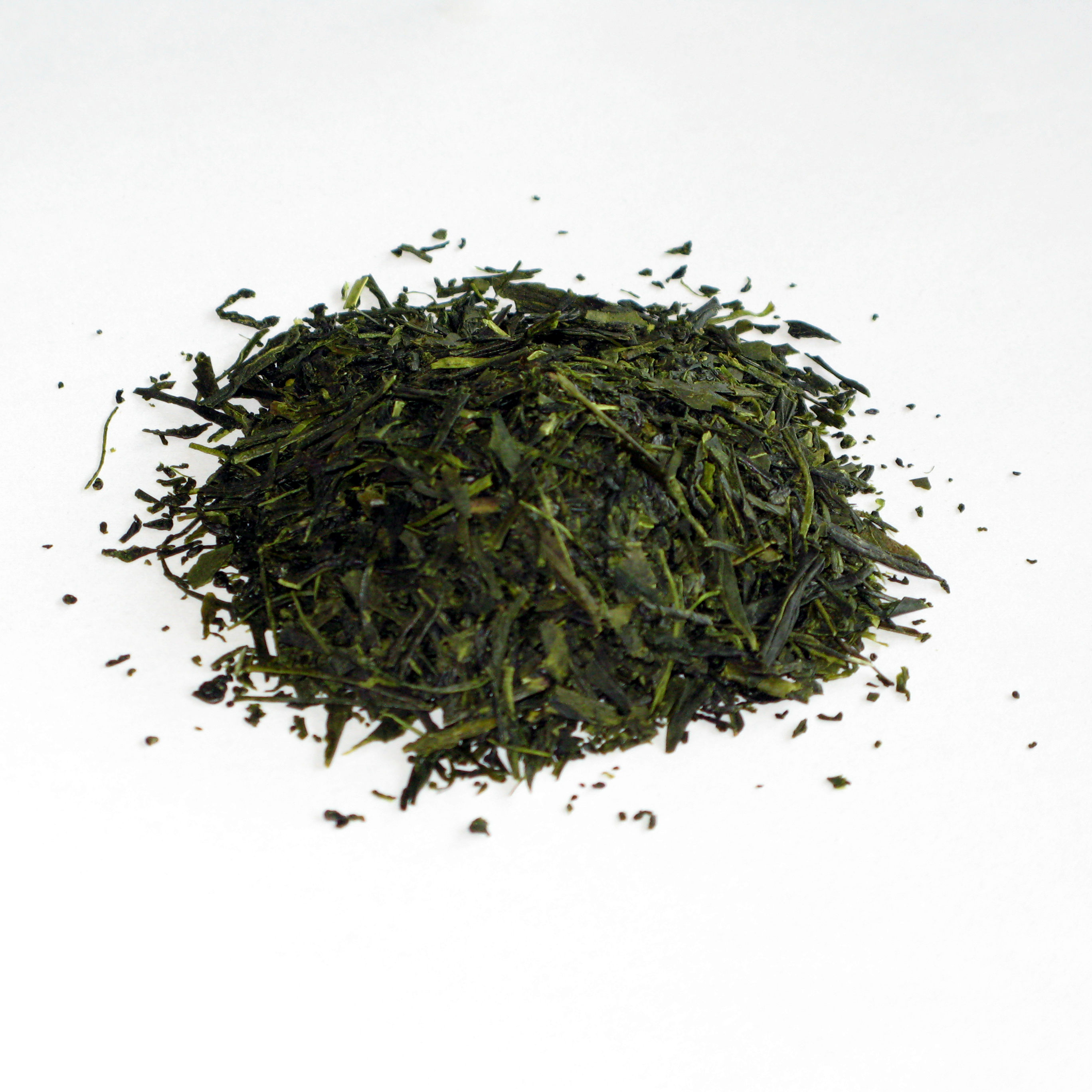
茶葉の一例（煎茶の茶葉）

### 中国
- 六安瓜片（ろくあんかへん） - 安徽省六安市産
- 龍井茶（ロンジンちゃ） - 浙江省杭州市産
- 黄山毛峰（こうざんもうほう） - 安徽省歙県産
- 廬山雲霧（ろざんうんむ） - 江西省九江市産
- 竹葉青（ちくようせい） - 四川省峨眉山市産
- 信陽毛尖（しんようもうせん） - 河南省信陽市産
- 都勻毛尖（といんもうせん） - 貴州省都勻市産
- 洞庭碧螺春（どうていへきらしゅん） - 江蘇省蘇州市産
- 滇緑（てんりょく） - 雲南省保山市ほか産

ジャスミン茶は、緑茶にジャスミンが開花する時に放出される香りを付けたもので、分類上は花茶、着香茶に入る。

### 朝鮮半島の緑茶
朝鮮半島では10世紀頃から茶の木が栽培されていたが、李氏朝鮮の時代に仏教を排斥したのに伴い茶の栽培は下火になり、極一部でしか栽培されなくなった。1989年になってようやく韓国政府が茶の栽培に補助金を出すようになった。その為、韓国で茶の木の栽培が本格的に行われるようになったのは1990年代以降である。また、高麗茶道（茶礼とは異なる）と称して茶をたしなむ文化も存在するが、これは京都の在日韓国人が戦後に起こした茶道であり、朝鮮半島古来の文化・作法ではない。

### ベトナム
中国の隣国であるベトナム北部でも、タイグエン茶と呼ばれる緑茶の栽培と消費が盛んである。タイグエン茶の製法は中国茶と同様の釜炒り方式であり、殺青、揉捻、晒青という製造工程となる。喫茶法はポットに多量の茶葉を入れお湯を注ぐ淹茶式であり、福建省、もしくはフランス植民地時代のコーヒーの淹れ方の影響と言われる。

### 北アフリカ・中東
モロッコ・チュニジア・アルジェリアのあるマグリブ地方では中国緑茶の消費が盛んであり、なかでもモロッコの茶礼アッツァイで供されるナナミントティーは著名である。トゥアレグティーとも呼ばれるナナミントティーは、平水珠茶や珍眉茶にミントと多量の砂糖を加えて飲まれる。

## 医薬的効果
緑茶は成人が適切な量を飲む分には安全であるが、含まれるカフェインの作用により不眠、不安、いらだち、胃腸不良、吐き気などを起こしえる。さらに少量のビタミンKを含むため、ワルファリン服用者は注意が必要である。
またある種のがんについて、緑茶はそれを予防し進行を遅らせる効果があるであろう（may help）とアメリカ国立補完統合衛生センターは述べていたが、現在はヒトに対するがんの研究で一貫した結果を得られなかったとしている。
試験では、体重減量のエビデンスがあるとは確認できなかった。
緑茶には1杯当たり約90mgのポリフェノール（カテキン類）が含まれており、活性酵素によりダメージから体を守る。そして、ポリフェノール摂取量が増えるとシミも抑えられる。
緑茶は風邪など呼吸器感染症の予防に良いと俗に言われ、医学的にも有望視され研究が進められているが、2023年時点では有効性ははっきりしない。歯周病を改善したり、お茶うがいでインフルエンザ発症が抑えられたという報告もある。緑茶に含まれるカテキン類にはウイルス表面のスパイクタンパク質と結合する能力があり、その感染力を弱める可能性がある。緑茶由来の高カテキン飲料の飲用は鼻症状の早期改善に有効であったとの報告もある。
カテキン類は、緑茶を飲んで1～2時間後に血中で濃度がピークになるが、4時間後には血中濃度は低下してしまう。抗酸化力をキープするためには2～3時間ごとにこまめに飲む必要がある。
水出し緑茶ならストレスを軽減する効果をもつテアニンや免疫細胞を活性化するエピガロカテキンを効率よく摂取できる。お湯で入れたお茶にはカフェインや渋みの強いカテキンが多く含まれ、これらの効果を弱めてしまう。

## 飲用以外の用途

### 料理
- 茶漬け - 米飯に茶をかけたもの。
- 茶飯 - 米を緑茶で炊いたもの。

### 食用
緑茶の茶葉を食べる料理がある。
- 新茶葉の天ぷら
- 緑茶のかき揚げ
- 緑茶のごま和え、お浸し。玉露や質の高い煎茶を用い、抽出後の茶葉に醤油とごま、またはポン酢と鰹節等で味付けをし食す。
- 龍井蝦仁 - 浙江省杭州市の料理。川えびと龍井茶の若葉とを炒めたもの。
- 航空元気食 - 大日本帝国陸軍で開発・採用された、航空勤務者向けの栄養補助食品。緑茶粉末・ビタミンB1等を米粉に練り込み、ゼリー菓子状に成形したもの。

### 調味用
抹茶は蕎麦に加えて茶そばにしたり、塩と合わせて天麩羅の味付けに使われたりする。菓子にもよく使われ、代表的な洋菓子のほとんどに抹茶風味のものが存在する。

### 医薬品
茶葉に含まれる苦味成分テオフィリン（キサンチン誘導体に分類されるアルカロイドの一種）は、気管支拡張剤の原料となる。

### 香料
緑茶はさっぱりとした香気を持っているため入浴剤や制汗剤、石鹸など清涼感を求められる製品に使用される。

### 抗菌
緑茶に多く含まれるカテキンは抗菌、抗ウイルス作用があるため石鹸、シャンプーなど洗剤類やタオル、寝具などに使用される。